# Кереш (река)
Кереш или Криш (мађ. Körös — Кереш, рум. Criş — Криш) је заједничка река Румуније и Мађарске.
Река Кереш је формирана од три реке: Фекете-Кереша, Фехер-Кереша и Шебеш-Кереша. Све три реке извиру у Трансилванији, Румунија.
Кереш се улива у Тису код града Чонграда у Мађарској.

## Настанак
Укупна дужина тока Кереша је 741,3 km
Има три васжније притоке:
- Двојни Кереш, укупне дужине тока од 37,3 
  - Фехер-Кереш, укупне дужине тока од 235,7 km, од тога у Мађарској 9,8 km
  - Фекете-Кереш, укупне дужине тока од 168 km, од тога у Мађарској 20,5
- Шебеш-Кереш, укупне дужине тока од 168 km, од тога у Мађарској 58,6
- Тројни Кереш укупне дужине тока од 91,3

Све три реке после спајања у Кереш реку имају укупан ток од 200 km, после чега се уливају у Тису.

## Историја
Кроз историју река је позната под именима Кризиј (лат. Crisius), Кризија (лат. Crisia), Гризија (лат. Grisia), Гераз (лат. Gerasus) и Крајш.